# Временная перспектива
Временна́я перспекти́ва (англ. time perspective) — понятие в психологии, введено К. Левином. По определению Франка, «полная совокупность представлений индивидуума о своём психологическом будущем и психологическом прошлом, существующих в данный момент времени». Исследователи временной перспективы: Ф. Зимбардо, М. Селигман, К.А. Абульханова-Славская, Д. А. Леонтьев, Т. Березина, В. Ковалев, А. Кроник, Е. Головаха, С. Григорьев, Р. Ахмеров и другие.
В психологии также используются близкие по смыслу, но отличающиеся, термины «временная  и субъектная трансспективы», «локус времени», «жизненный путь личности», и другие.
Измерения временной перспективы: протяжённость в будущее, протяжённость в прошлое, плотность событий в прошлом или будущем, наличие связей между событиями, устремлённость в будущее (скорость течения жизни).
Обычно временная перспектива имеет следующие особенности:
- чувство скорости движения в будущее максимально в юношестве;
- поиск баланса между прошлым и будущим наиболее востребован в зрелом возрасте;
- оптимизм в старости помогает справляться со многими невзгодами;
- в стеснённых условиях происходит её сужение;
- ощущение отсутствия перспектив представляет собой одно из проявлений феномена «выученной беспомощности».